# Temporada do Club Atlético River Plate de 2012–13
O Club Atlético River Plate em 2012-13 irá participar de uma competição: Campeonato Argentino.

## Fatos marcantes

### Transferências

#### Saídas
Em 28 de Junho de 2012, o River Plate, oficializou que não iria renovar com o atacante Fernando Cavenaghi, assim rescindido o contrato.
Em 15 de julho de 2012, Ariel Ortega anunciou oficialmente o final da carreira e fará uma série de amistosos.

## Elenco atual
Legenda
- : Capitão

## Comissão técnica
- Atualizado em 22 de julho de 2012.

## Transferências

### Inicial
| Entradas            |      |                 |       |
| Jogador             | Pos. | Clube anterior  | Ref.  |
| Marcelo Barovero    | G    | Vélez Sarsfield | [ 2 ] |
| Gabriel Mercado     | LD   | Estudiantes     | [ 3 ] |
| Jonathan Bottinelli | Z    | San Lorenzo     | [ 4 ] |
| Ariel Rojas         | M    | Godoy Cruz      | [ 5 ] |
| Walter Acevedo      | V    | Banfield        |       |
| Facundo Affranchino | M    | San Martín      | [ 6 ] |
| Manuel Lanzini      | M    | Fluminense      | [ 7 ] |
| Mauro Mallorca      | V    | Temperley       | [ 8 ] |
| Juan Lescano        | A    | Central Córdoba | [ 9 ] |

| Saídas               |      |                   |        |
| Jogador              | Pos. | Clube de destino  | Ref.   |
| Juan Manuel Díaz     | LE   | Nacional          | [ 10 ] |
| Maximiliano Coronel  | Z    | All Boys          |        |
| Lucas Orbán          | Z    | Deportivo Cuenca  | [ 11 ] |
| Nicolás Domingo      | V    | Deportivo Táchira |        |
| César González       | M    | Tigre             | [ 12 ] |
| Fernando Cavenaghi   | A    | Sem Clube         | [ 13 ] |
| Alejandro Domínguez  | A    | Valencia          | [ 14 ] |
| Ángel Luna           | Z    | Flandria          |        |
| Ariel Ortega         | A    | Sem Clube         |        |
| Cristian Insaurralde | A    | Quilmes           | [ 15 ] |

Legenda
| - : Jogadores que retornam de empréstimo | - : Jogadores emprestados |

### Final
| Entradas |      |                |      |
| Jogador  | Pos. | Clube anterior | Ref. |

| Saídas  |      |                  |      |
| Jogador | Pos. | Clube de destino | Ref. |

Legenda
| - : Jogadores que retornam de empréstimo | - : Jogadores emprestados |

## Competições

### Campeonato Argentino
Torneio Inicial
| Classificação | Classificação | Classificação | Classificação | Classificação | Classificação | Classificação | Classificação | Classificação | Classificação |
| Pos           | Time          | PG            | J             | V             | E             | D             | GP            | GS            | SG            |
| ------------- | ------------- | ------------- | ------------- | ------------- | ------------- | ------------- | ------------- | ------------- | ------------- |
| 15            | River Plate   | 0             | 1             | 0             | 0             | 1             | 1             | 2             | -1            |

Legenda:      Vitórias —      Empates —      Derrotas
- Ver classificação completa aqui:

| 4 de agosto 1ª rodada | River Plate | 1 – 2     | Belgrano                  | Buenos Aires                                    |  |
| 19:15 (UTC-3)         | Lanzini 30' | Relatório | Melano 44' · Carranza 46' | Estádio: Monumental Árbitro: ARG Germán Delfino |  |

| 11 de agosto 2ª rodada | Estudiantes | v | River Plate | La Plata                    |  |
| 14:00 (UTC-3)          |             |   |             | Estádio: Ciudad de La Plata |  |

| 28 de outubro 12ª rodada | River Plate | − | Boca Juniors | Buenos Aires        |  |
| A definir                |             |   |              | Estádio: Monumental |  |

Torneio Final
| Classificação | Classificação | Classificação | Classificação | Classificação | Classificação | Classificação | Classificação | Classificação | Classificação |
| Pos           | Time          | PG            | J             | V             | E             | D             | GP            | GS            | SG            |
| ------------- | ------------- | ------------- | ------------- | ------------- | ------------- | ------------- | ------------- | ------------- | ------------- |
|               | River Plate   | 0             | 0             | 0             | 0             | 0             | 0             | 0             | 0             |

## Partidas oficiais disputadas
O clube disputou 1 partida, sendo 0 vitórias, 0 empates e 1 derrota. A equipe marcou 1 gols e sofreu 2, com saldo de -1 gols.
Última atualização em 22 de julho.
Legenda:      Vitórias —      Empates —      Derrotas —      Clássicos[a]

### Primeira partida
| 4 de agosto Campeonato Argentino | River Plate | 1 – 2     | Belgrano                  | Buenos Aires                                    |  |
| 19:15 (UTC-3)                    | Lanzini 30' | Relatório | Melano 44' · Carranza 46' | Estádio: Monumental Árbitro: ARG Germán Delfino |  |

### Última partida
| 4 de agosto Campeonato Argentino | River Plate | 1 – 2     | Belgrano                  | Buenos Aires                                    |  |
| 19:15 (UTC-3)                    | Lanzini 30' | Relatório | Melano 44' · Carranza 46' | Estádio: Monumental Árbitro: ARG Germán Delfino |  |

### Próxima partida
| 11 de agosto Campeonato Argentino | Estudiantes | v | River Plate | La Plata                    |  |
| 14:00 (UTC-3)                     |             |   |             | Estádio: Ciudad de La Plata |  |

### Campanha
Essa é a campanha na temporada:
|               | Mandante | Visitante | Clássicos[a] | Total |
| ------------- | -------- | --------- | ------------ | ----- |
| Jogos         | 1        | 0         | 0            | 1     |
| Vitórias      | 0        | 0         | 0            | 0     |
| Empates       | 0        | 0         | 0            | 0     |
| Derrotas      | 1        | 0         | 0            | 1     |
|               |          |           |              |       |
| Gols marcados | 1        | 0         | 0            | 0     |
| Gols sofridos | 2        | 0         | 0            | 2     |
| Saldo de gols | 1        | 0         | 0            | -1    |

Última atualização em 22 de julho de 2012.

## Artilharia
A artilharia da temporada:
| 01          | Manuel Lanzini | 1 | 0 | 1 |  |  |  |
|             |                |   |   |   |  |  |  |
| Gols-contra | Gols-contra    | 0 | 0 | 0 |  |  |  |
| TOTAL       | TOTAL          | 1 | 0 | 1 |  |  |  |

Última atualização em 22 de julho de 2012.

## Cartões
Os cartões amarelos e vermelhos recebidos durante a temporada:
| #     | Futebolista | Expulso | Penalizado com cartão amarelo |
| TOTAL | TOTAL       | 0       | 0                             |
| ----- | ----------- | ------- | ----------------------------- |

Última atualização em 22 de julho de 2012.

## Público
| Competição           | Mandante | Visitante | Clássicos[a] | Total | Média |
| -------------------- | -------- | --------- | ------------ | ----- | ----- |
| Campeonato Argentino |          |           |              |       |       |
| Total                |          |           |              |       | —     |
| Partidas             |          |           |              |       | —     |
| Média                |          |           |              |       | —     |

Última atualização em 22 de julho de 2012.